# 交響曲第5番 (ハイドン)
交響曲第5番 イ長調 Hob. I:5 は、フランツ・ヨーゼフ・ハイドンが作曲した交響曲。初期の交響曲のひとつであり、自筆楽譜は残っていないが、フュルンベルク・コレクションに信頼性の高い筆写譜が残っていることから、エステルハージ家以前、ボヘミアのモルツィン伯爵に仕えていた時期（1757年から1760年頃）の作品と考えられる。

## 編成
オーボエ2、ホルン2、第1ヴァイオリン、第2ヴァイオリン、ヴィオラ、低音（チェロ、ファゴット、コントラバス）。

## 曲の構成
全4楽章、演奏時間は約18分。アダージョの緩徐楽章から始まり、4つの楽章が同じ調性を持つ、いわゆる教会ソナタ型の交響曲である。ハイドンは主に初期に同様の交響曲を何曲か書いている（第11番、第18番（全3楽章）、第21番、第22番、第34番、第49番『受難』）。
また、最初期のハイドンの交響曲には珍しく、第1楽章でホルンのコンチェルタンテ的な書き方がされている。A管ホルンによる名人芸を含んでおり、その最高音はA5に達する（第1楽章の再現部と第3楽章のトリオ）。
- 第1楽章 アダージョ、マ・ノン・トロッポ
イ長調、4分の2拍子、ソナタ形式。

ヴァイオリンによってのどかな主題が始まるが、すぐに高音のホルンが呼応する。再現部では冒頭からホルンが活躍し、非常に高い音に達する。最後の短いコーダでもホルンが出現する。

- 第2楽章 アレグロ
イ長調、4分の3拍子、ソナタ形式。

ヴァイオリンの第1主題はオクターヴ上昇で始まる風変わりなリズムの繰り返しからなる。対照的になめらかな第2主題は第1ヴァイオリンのみによって演奏される。展開部でも第1主題のリズムが繰り返される。再現部は第1主題が低音楽器で始められ、それを第1ヴァイオリンが1拍遅れで追いかける。

- 第3楽章 メヌエット - トリオ
イ長調、4分の3拍子。
メヌエット主部は普通の曲だが、 と  の交替が印象的である。トリオではホルンとオーボエが交替で旋律を演奏し、ここでもホルンの高音が聞かれる。

- 第4楽章 フィナーレ：プレスト
イ長調、2分の2拍子、ソナタ形式。
ごく短い、忙しいフィナーレである。